# Okręg wyborczy Knaresborough
Okręg wyborczy Knaresborough powstał w 1553 r. i wysyłał do angielskiej, a następnie brytyjskiej, Izby Gmin dwóch deputowanych. W 1868 r. liczbę mandatów przypadających na okręg zmniejszono do jednego. Okręg obejmował miasto Knaresborough w Yorkshire. Został zlikwidowany w 1885 r.

## Deputowani do brytyjskiej Izby Gmin z okręgu Knaresborough

### Deputowani w latach 1553-1660
- 1562: William Strickland
- 1562: Henry Gate
- 1588–1589: Arthur Throckmorton
- 1593: Simon Willis
- 1601–1611: Henry Slingby
- 1601–1611: William Slingsby
- 1620–1622: Hnery Slingby
- 1620–1622: Richard Hutton
- 1625: Henry Slingsby
- 1640–1642: Henry Slingsby
- 1640–1641: Henry Benson
- 1641–1642: William Deerlove
- 1642–1653: William Constable
- 1645–1653: Thomas Stockdale
- 1659: Slingsby Bethell
- 1659: Robert Walters

### Deputowani w latach 1660-1868
- 1660–1693: William Stockdale
- 1660–1661: Henry Bethell
- 1661–1679: John Talbot
- 1679–1685: Thomas Slingsby
- 1685–1689: Henry Slingsby
- 1689–1695: Thomas Fawkes
- 1693–1714: Christopher Stockdale
- 1695–1714: Robert Byerley
- 1714–1715: Francis Fawkes
- 1714–1715: Henry Slingsby
- 1715–1720: Henry Coote, wigowie
- 1715–1722: Robert Hitch
- 1720–1758: Richard Arundell
- 1722–1763: Henry Slingsby
- 1758–1761: Robert Walsingham
- 1761–1768: John Cavendish, wigowie
- 1763–1775: Anthony Abdy
- 1768–1781: Robert Walsingham
- 1775–1780: lord George Cavendish
- 1780–1793: Frederick Ponsonby, wicehrabia Duncannon
- 1781–1804: James Hare, wigowie
- 1793–1818: lord John Townshend, wigowie
- 1804–1805: William Cavendish, wigowie
- 1805–1806: John Ponsonby, wicehrabia Duncannon, wigowie
- 1806–1818: Charles Bennet, wicehrabia Ossulston, wigowie
- 1818–1832: George Tierney, wigowie
- 1818–1830: James Mackintosh, wigowie
- 1830–1830: Henry Brougham, wigowie
- 1830–1832: Henry Cavendish, 3. baron Waterpark, wigowie
- 1832–1832: William Ponsonby, wigowie
- 1832–1837: John Richards, wigowie
- 1832–1835: Benjamin Rotch, wigowie
- 1835–1837: Andrew Lawson, Partia Konserwatywna
- 1837–1841: Henry Rich, wigowie
- 1837–1841: Charles Langdale, wigowie
- 1841–1847: Andrew Lawson, Partia Konserwatywna
- 1841–1847: William Busfield Ferrand, Partia Konserwatywna
- 1847–1851: William Lascelles, wigowie
- 1847–1852: Joshua Proctor Brown Westhead, wigowie
- 1851–1852: Thomas Collins, Partia Konserwatywna
- 1852–1868: Basil Thomas Woodd, Partia Konserwatywna
- 1852–1857: John Dent Dent, wigowie
- 1857–1865: Thomas Collins, Partia Konserwatywna
- 1865–1868: Isaac Holden, Partia Liberalna

### Deputowani w latach 1868–1885
- 1868–1874: Alfred Illingworth, Partia Liberalna
- 1874–1880: Basil Thomas Woodd, Partia Konserwatywna
- 1880–1881: Henry Meysey-Thompson, Partia Liberalna
- 1881–1884: Thomas Collins, Partia Konserwatywna
- 1884–1885: Robert Gunter, Partia Konserwatywna